# كارل أستيل
كارل أستيل (26 فبراير 1898 – 3 أبريل 1945) محارب قديم، رئيس جامعة ينا، عالمًا عنصريًا، وشارك أيضًا في برنامج تحسين النسل الألماني النازي.
ولد في 26 فبراير 1898 في شفاينفورت. بعد الانتهاء من صالة الألعاب الرياضية قاتل في الحرب العالمية الأولى عامي 1917 و1918. شارك في انقلاب كاب وكذلك في انقلاب بير هول، كعضو في فرايكوربس أوبرلاند.
درس أستل الطب في فورتسبورغ وحصل على درجة الدكتوراه حوالي عام 1930. تلقى تعليمه ثم وافق كمدرس للرياضة في مارس 1926. تم توظيف Astel من قبل الجامعة التقنية في ميونيخ كمستشار رياضي.
كما شارك في حركة مكافحة التبغ. بعد أن أصبح كارل أستيل رئيسًا لجامعة يينا في عام 1939، حاول تشكيل جامعة SS المثالية ("SS-Muster-Universität"). اعتبر آستيل ورفاقه المتشابهون في التفكير مثل هاينز بروشر وجيرهارد هيبرر وفيكتور جوليوس فرانز ويوهان فون ليرز ولوتهار ستينجيل فون روتكوفسكي إرنست هيجل سلفهم. [بحاجة لمصدر]

في 3 أبريل 1945، أطلق كارل أستيل النار على نفسه في مستشفى (كان يرأسها طبيب الروماتيزم فولفجانج فيل).

## الجدول الزمني
- العشرينات عضو في فرايكوربس[4]
- 1923 شارك فيانقلاب بير هول
- 1930 انضم إلى الحزب النازي
- الثلاثينات
  - الجمعية الألمانية للنظافة العرقية
  - أكاديمية قيادة الرايخ لكتيبة العاصفة
  - عمل في مكتب الأعراق والتجمعات الحضرية (مكتب العرق وإعادة التوطين في شوتزشتافل)
  - جمعت «بنك معلومات» عن الناس للمساعدة في «استبعادهم» [5]
- 1933 الشؤون العرقية في المكتب الإقليمي لتورينغن، فايمار [3]
- 1934 أستاذ ومدير المعهد الجامعي لبحوث نظرية الوراثة والوراثة في يينا
- 1936 مدير قضايا الصحة والرعاية، تورينجيا
- 1934-1937 «المسؤول» عن المحكمة العليا للصحة الوراثية
- 1939 رئيس جامعة جينا
- 1945 انتحر في جينا

## قائمة المراجع
- شفق الأجناس (Doom of the Races، cf. Götterdämmerung) والتغلب عليه بالروح والفعل باعتباره السؤال الحيوي للأمم البيضاء ،

</br> Zentralverlag der NSDAP. Franz Eher Nachfolger Verlag ، ميونيخ 1935 (العنوان الألماني: Rassendämmerung und ihre Meisterung durch Geist und Tat als Schicksalsfrage der weißen Völker.)
- استنساخ مختلف. فحص استنساخ 12.000 بيروقراطي وكاتب من الإدارة العامة في تورينغن ،

</br> جنبا إلى جنب مع إرنا ويبر، ليمانز فيرلاغ، ميونيخ، 1939 (العنوان الألماني: Die unterschiedliche Fortpflanzung. Untersuchung über die Fortpflanzung von 12000 Beamten und Angestellten der Thüringischen Staatsverwaltung.)

## روابط خارجية
- صورة لأستيل نسخة محفوظة 9 أغسطس 2013 at Archive.is ، خادم جامعة يينا، تقدم أستيل جائزة بعد مسابقة رياضية